# Фишбах, Иоганн
Иоганн (Франц) Фишбах (нем. Johann Franz Fischbach; 5 апреля 1797, Графенегг — 19 июня 1871, Мюнхен) — австрийский рисовальщик и живописец, акварелист периода бидермайера.

## Биография
Иоганн родился в торговой общине Графенегг, Нижняя Австрия, в семье одного из управляющих поместьем графа Бройнершена. Учился живописи в Венской академии изобразительных искусств у Йозефа Мёсмера (1780—1845), в 1821 году получил Гран-при за пейзажную живопись. Поработав учителем рисования, помощником преподавателя в академии и директором коллекции гравюр на меди в Вене, он в 1840 году переехал в Зальцбург и открыл там собственную мастерскую.
В 1844 году Иоганн Фишбах сыграл ключевую роль в основании Зальцбургского художественного общества (Salzburger Kunstvereins). Он содержал небольшую академию, в которой, среди прочих, получали обучение Йозеф Майбургер, Иоганн Макарт Старший (отец Ганса Макарта) и его зять Иоганн Рюссемайер, а также сам маленький Ганс Макарт.
В 1851 году Фишбах построил в Айгене собственную виллу в стиле швейцарского шале, которая до настоящего времени известна как Фишбахвилла (Fischbachvilla). После ранней смерти своего сына Августа (1828—1860), подававшего большие надежды, Иоганн впал в глубокую депрессию и провёл последнее десятилетие своей жизни в Мюнхене, вдали от всего, что могло бы стать печальным напоминанием о счастливых днях.
Иоганн Фишбах вместе с Морицем фон Швиндом и Людвигом Рихтером считается одним из главных представителей германо-австрийского стиля бидермайер. Фишбах писал пейзажи, а также картины бытового жанра, портреты и натюрморты. Он проявил особую любовь к изображениям лесов и альпийской жизни, к суровым высоким горам и сельским пейзажам, образам рыбаков, контрабандистов и охотников, пастухов и доярок, ни разу не впадая в крайности салонной живописи. Его исследования форм облаков соотносятся с близкими исследованиями Адальберта Штифтера.
Особую известность приобрела серия пейзажей «Живописные виды Зальцбурга и Верхней Австрии» (Malerischen Ansichten von Salzburg und Oberösterreich) с двенадцатью рисунками углем, которые были воспроизведены в виде гравюр в 1852 году и получили широкое распространение. В последние годы Фишбах посвятил себя почти исключительно изображению местной природы. Проведя остаток жизни в Мюнхене, он создал серию рисунков «Деревья Германии» (Die Bäume Deutschlands), изображённых с помощью фотографий. Они имели особый успех благодаря своему натуралистическому характеру и сделали его имя известным в широких кругах.
В зальцбургском районе Josefiau в честь Иоганна Фишбаха названа улица (Fischbachstraße).

## Гравюры серии «Живописные виды Зальцбурга и Верхней Австрии». 1852

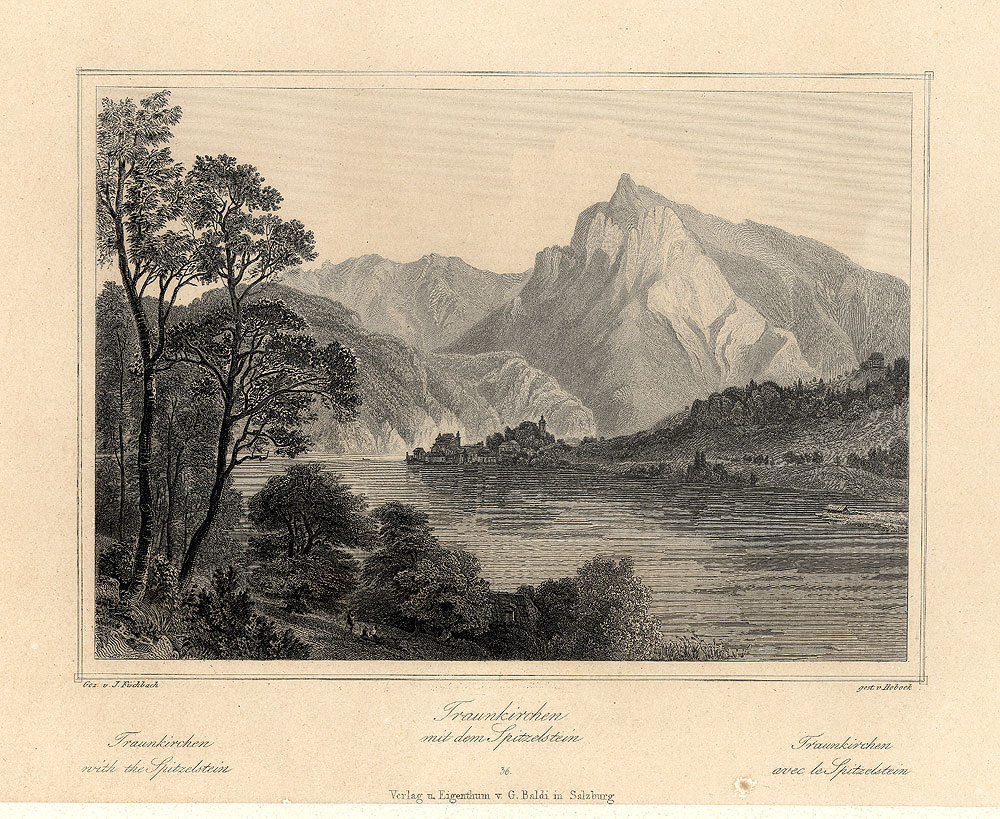
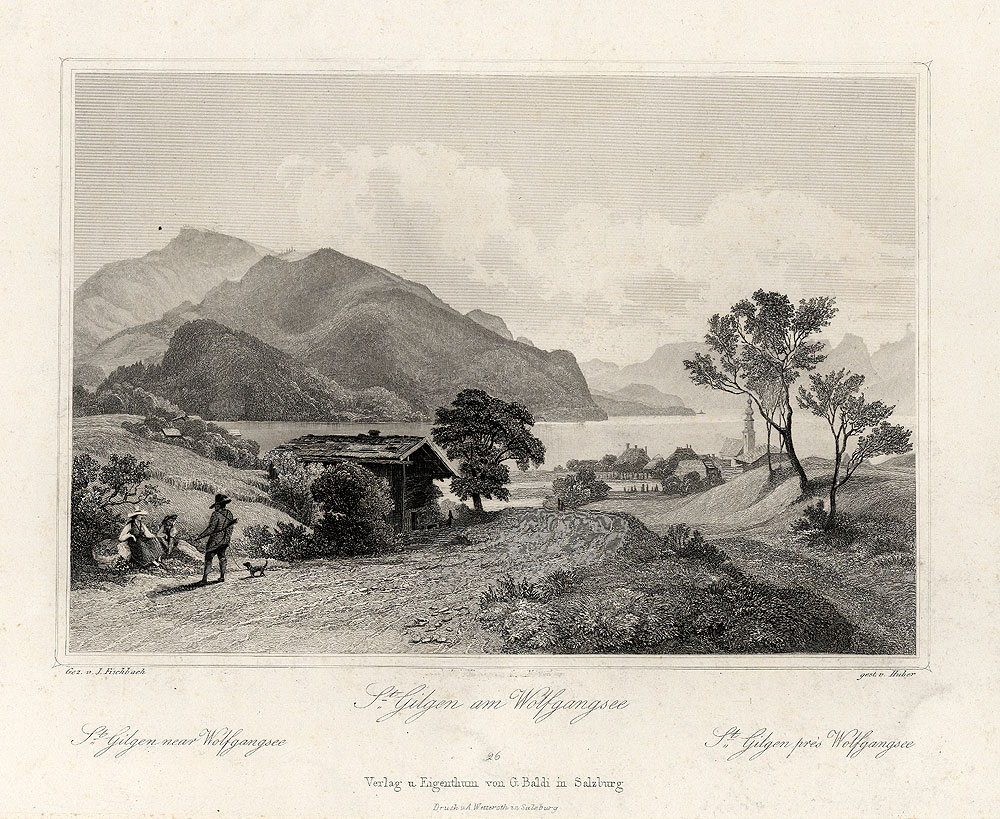
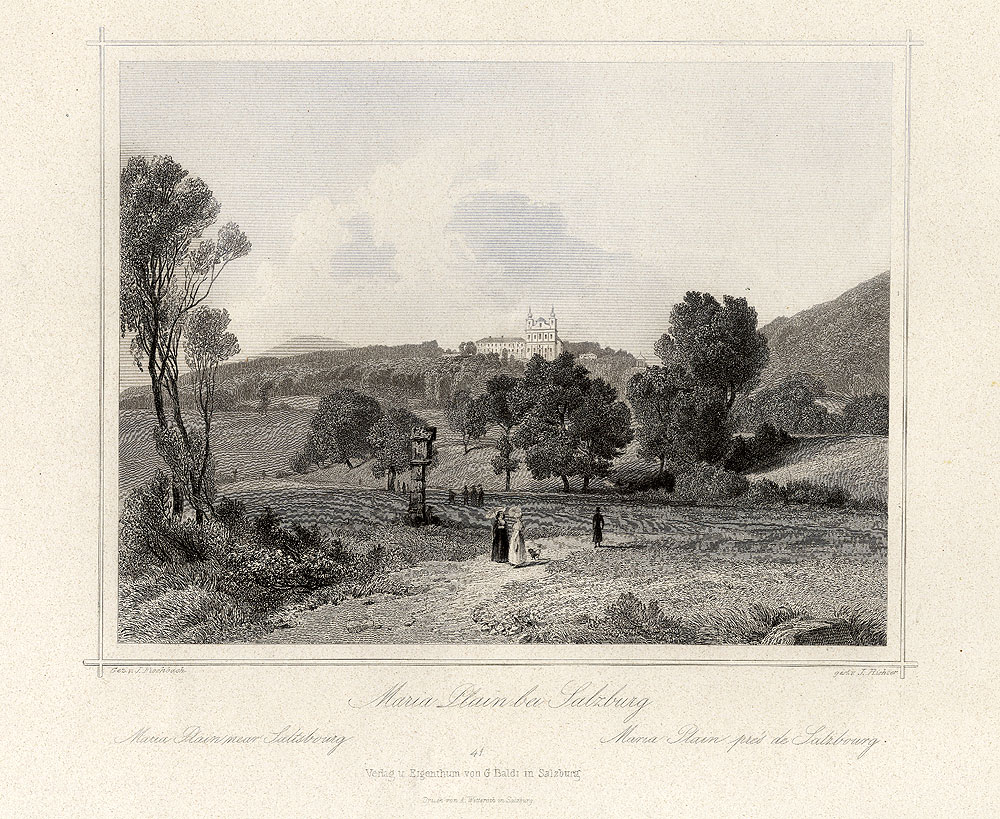
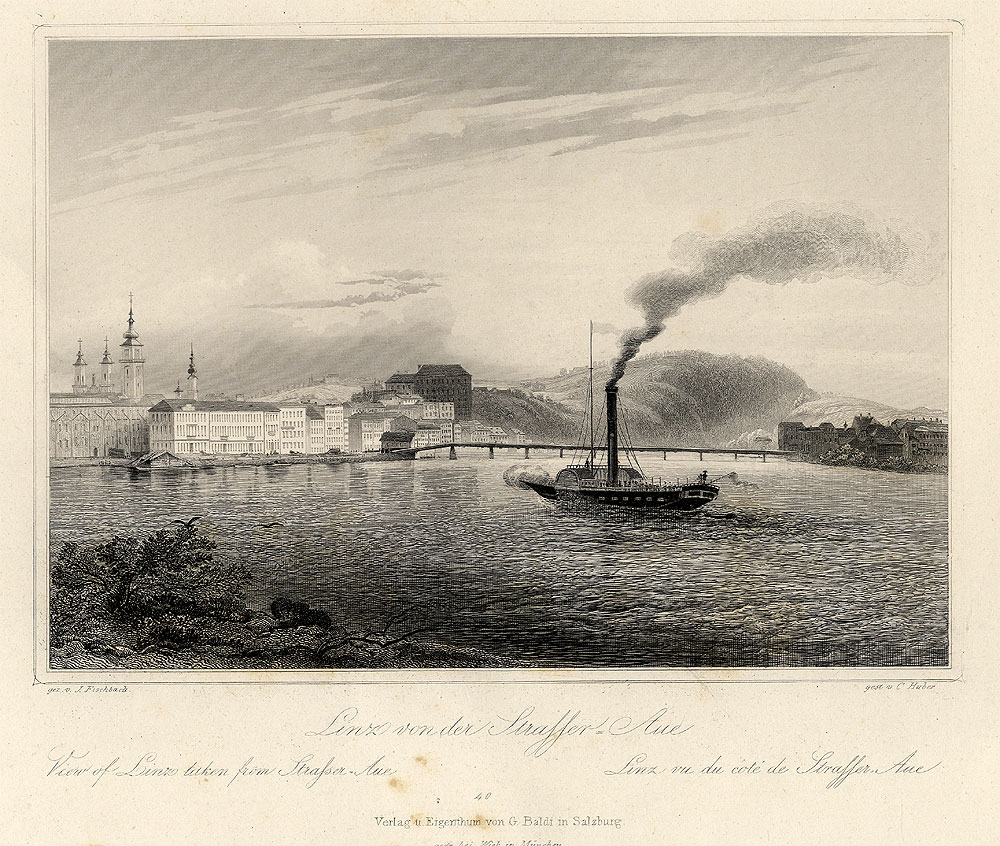
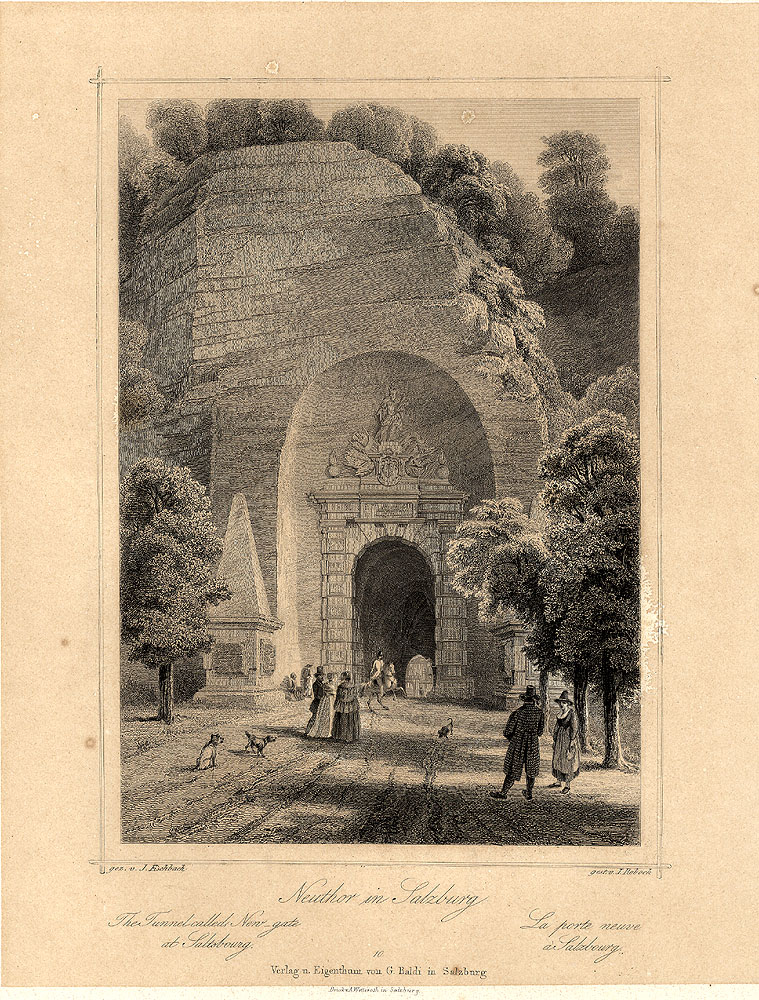
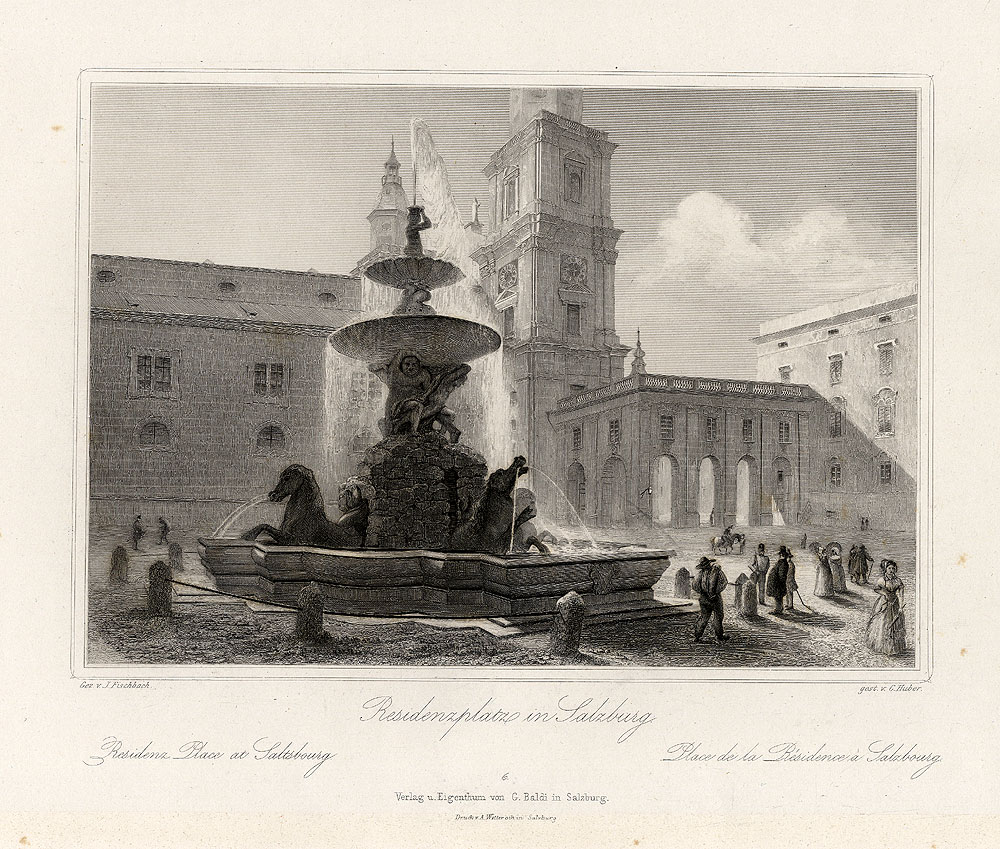
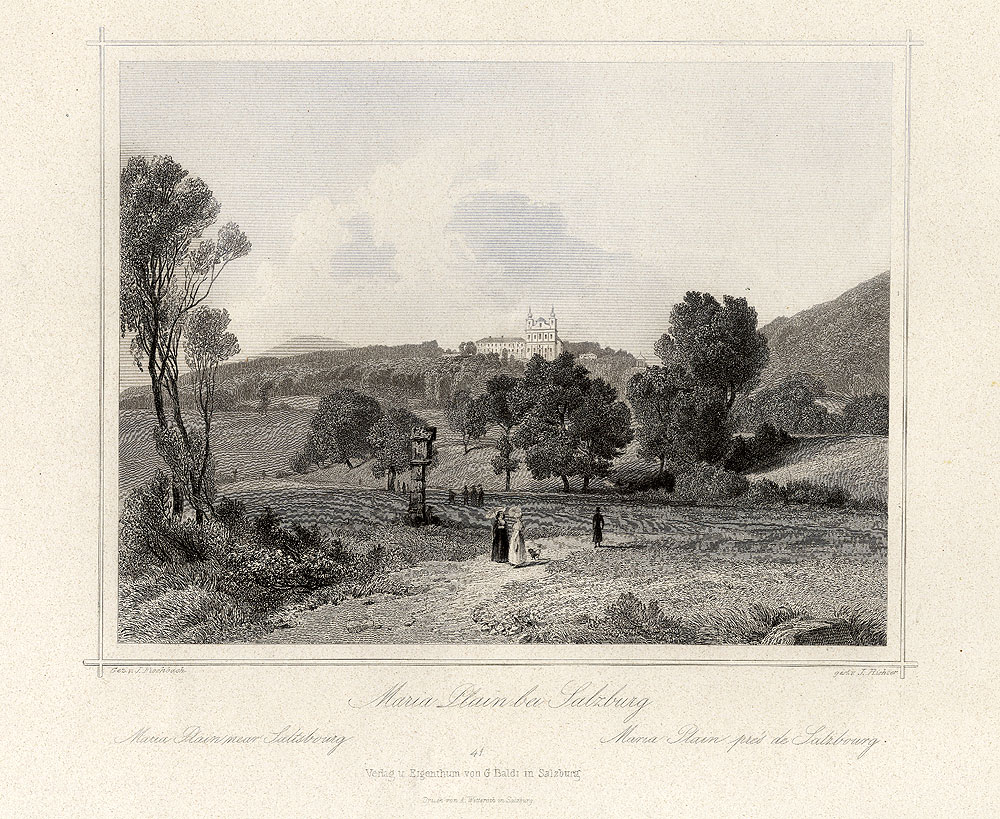

## Галерея картин

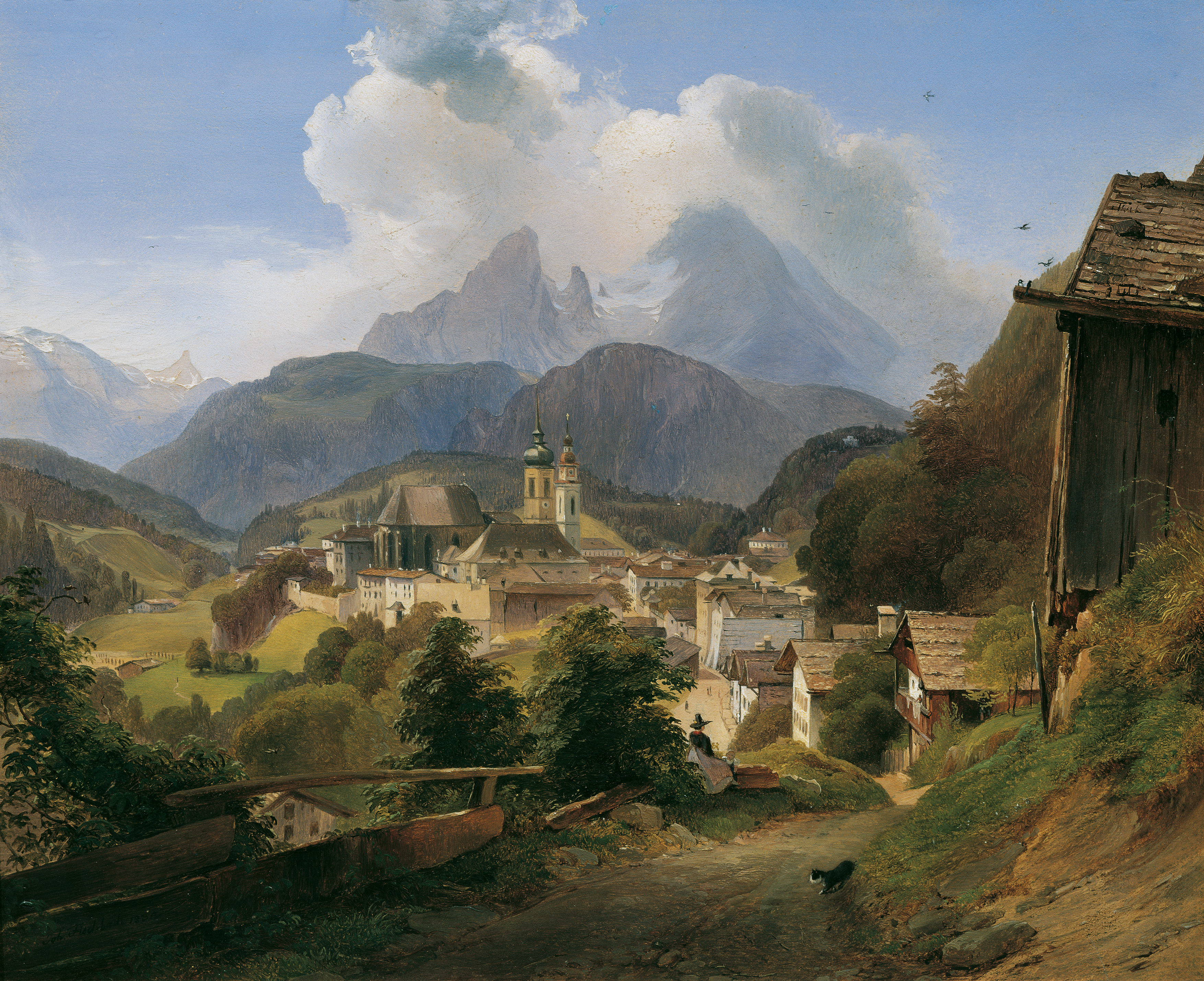
Берхтесгаден с горой Вацманн. 1836. Дерево, масло. Австрийская галерея Бельведер, Вена
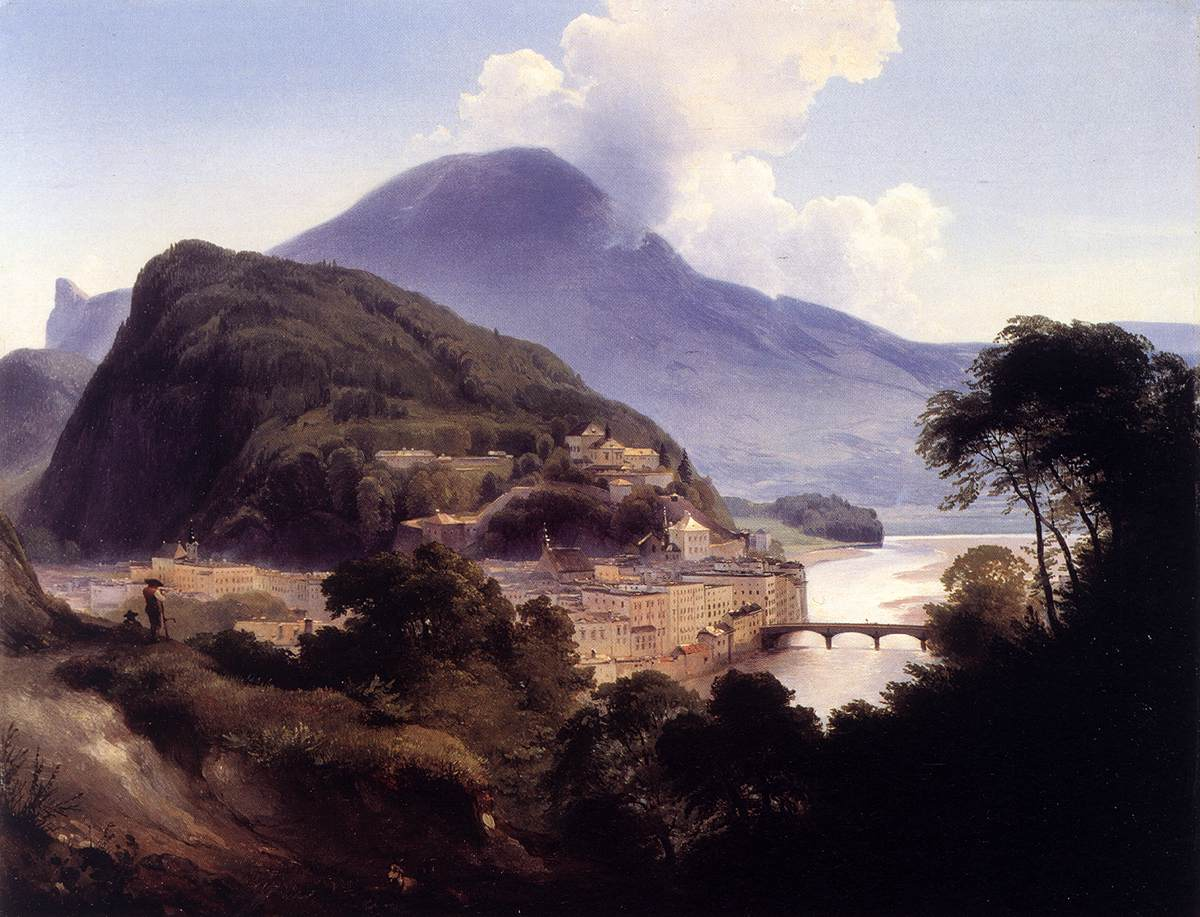
Вид на Зальцбург с горой Капуцинер. 1844. Дерево, масло. Галерея Резиденции, Зальцбург
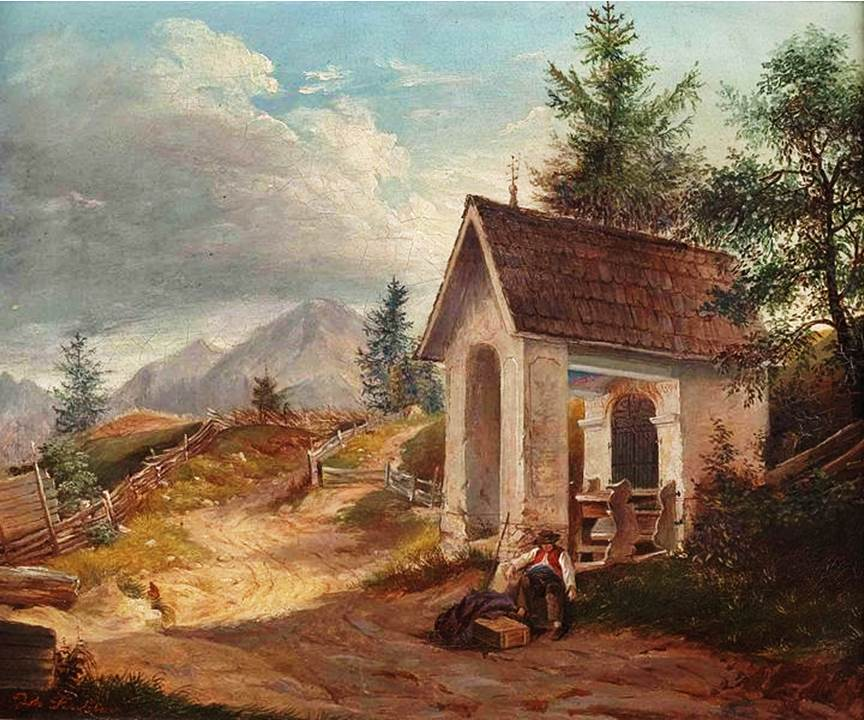
Иоганн Фишбах отдыхает перед сельской церковью. 1871. Холст, масло. Частное собрание
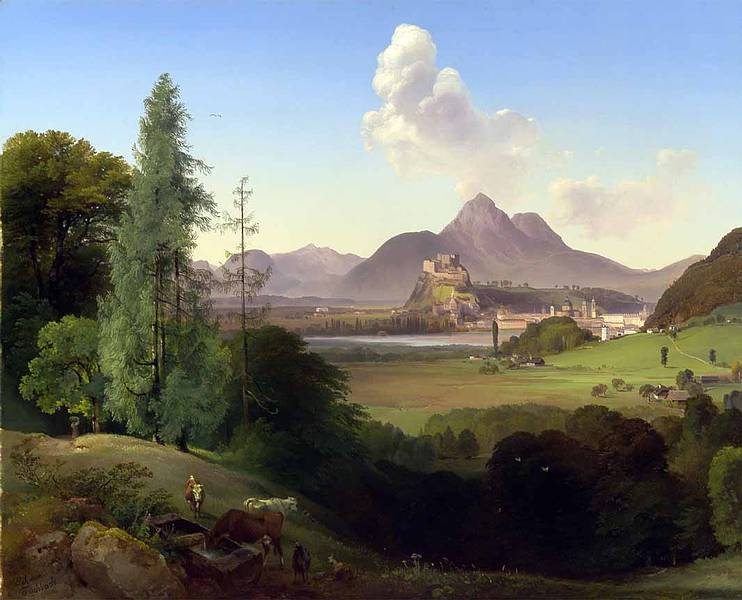
Зальцбург из Парша. Ок. 1850. Холст, масло. Городской музей Зальцбурга
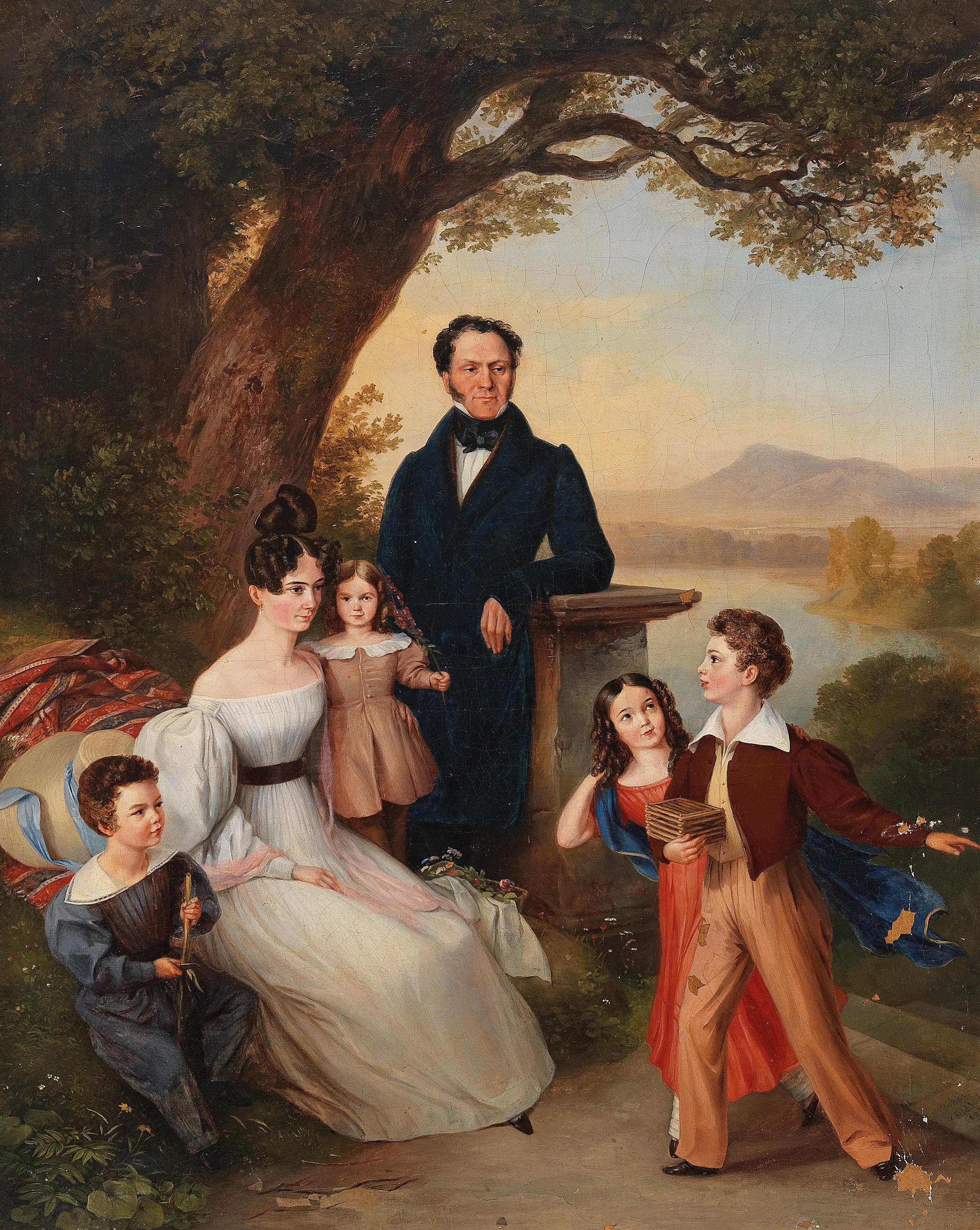
Барон Черрини с семьей. 1832. Холст, масло
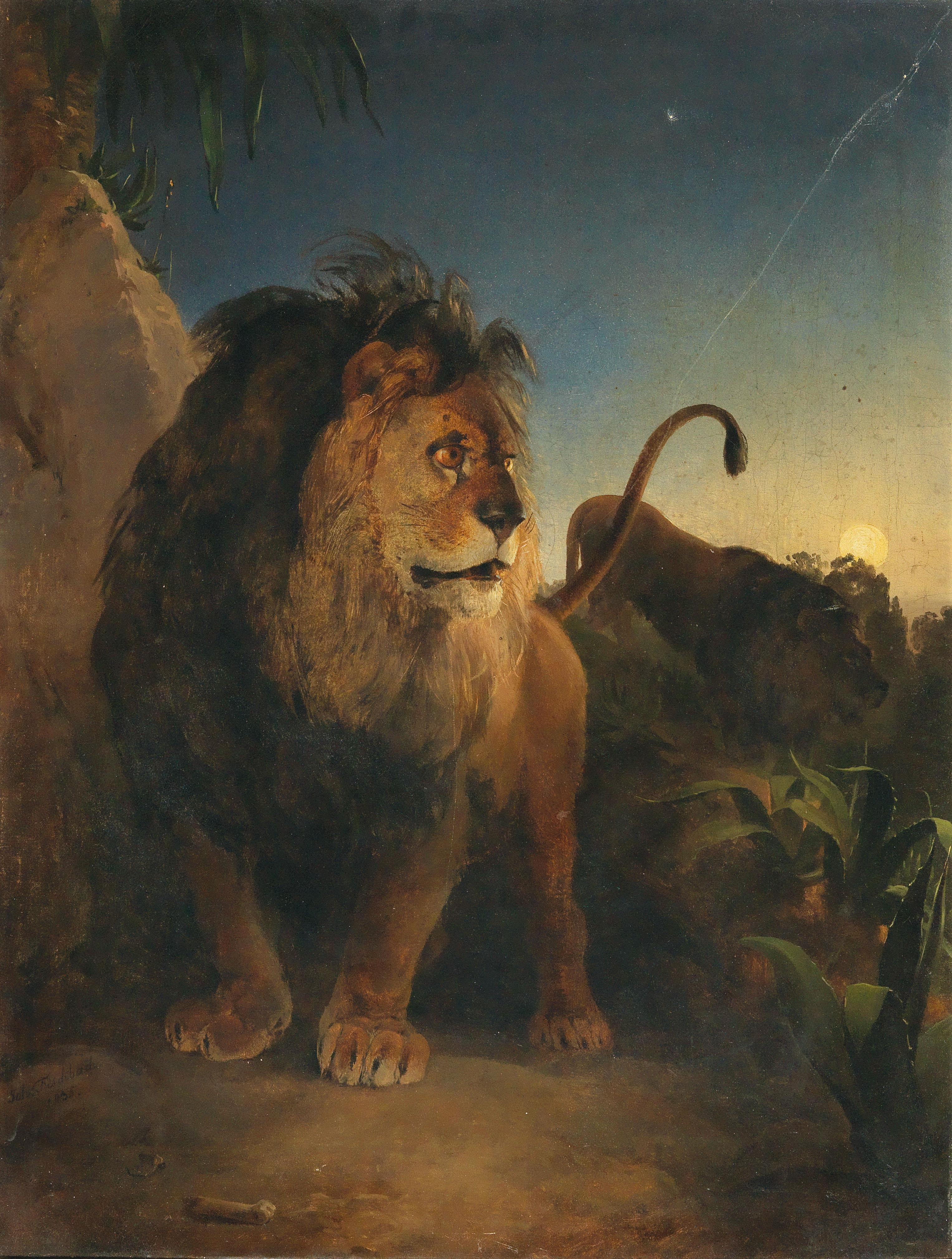
Пара львов лунной ночью. 1835. Холст, масло. Частное собрание
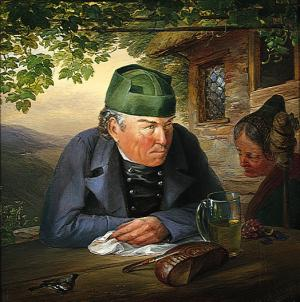
Вечерний хлеб. 1831